# Xaizar
Xaizar, Chaizar ou Saijar (em árabe: شيزر; romaniz.: Šayzar/Chayzar), também historicamente conhecida como Larissa ou Cesareia na Síria, foi uma cidade e fortaleza medieval situada no que é hoje o oeste-noroeste da Síria que teve um papel importante nos conflitos bélicos entre cristãos e muçulmanos na época das cruzadas.

## Nomes ao longo da história
Situada no vale do rio Orontes, entre Hama e Apameia, numa localização estratégica, a cidade é mencionada nas Cartas de Amarna egípcias (século XIV a.C. com o nome de Senzar ou Sezar. Os Gregos chamaram-lhe Sidzara e os Selêucidas rebatizaram-na Larissa, o nome da cidade grega homónima de onde eram originários muitos dos colonos. Os Romanos repuseram o nome original, e no período bizantino chamou-se Sezer. Os cruzados usavam frequentemente o nome de Cesareia (Cesareia da Síria), nunca usado antes, o que segundo Guilherme de Tiro se devia ao facto dos cruzados a confundirem com Cesareia (atualmente Kayseri, na Turquia), um local conhecido na história do cristianismo como o local onde viveu Basílio de Cesareia.

## Localização
A fortaleza da antiga cidade, cujas ruínas se encontram na cidade de Mhardeh, pertencente à província de Hama, situa-se num esporão rochoso que domina uma garganta do leito do Orontes.

## História
A cidade foi conquistada pelos Árabes do Califado Ortodoxo aos Bizantinos em 638, tendo mudado várias vezes de mãos após isso entre os Árabes e Bizantinos nos anos seguintes. Nicéforo II Focas saqueou-a em 969; Basílio II Bulgaróctono conquistou-a em 999, passando então a ser um posto avançado na fronteira sul do Império Bizantino administrado pelo Bispo de Xaizar.
O emir árabe Ali ibne Munquide toma Xaizar aos Bizantinos em 19 de dezembro de 1081, e ali funda a dinastia munquídida (Banu Munquide). Os Bizantinos tentam inúmeras vezes retomar a cidade, mas sem sucesso.
Os munquíditas controlaram os territórios a leste de Xaizar e os montes An-Nusayriyah, até à costa do Mediterrâneo, a oeste, desde as cidades costeiras de Lataquia, a norte, até Tartus, a sul. Durante a Primeira Cruzada, o emir munquídita apoiou os cruzados que atravessaram as suas terras, fornecendo-lhes cavalos e provisões. Depois disso, Xaizar passou a estar na fronteira entre o Principado de Antioquia dos cruzados e os Império Seljúcida, e foi alvo de raides, tanto daquele principado como do Condado de Trípoli.

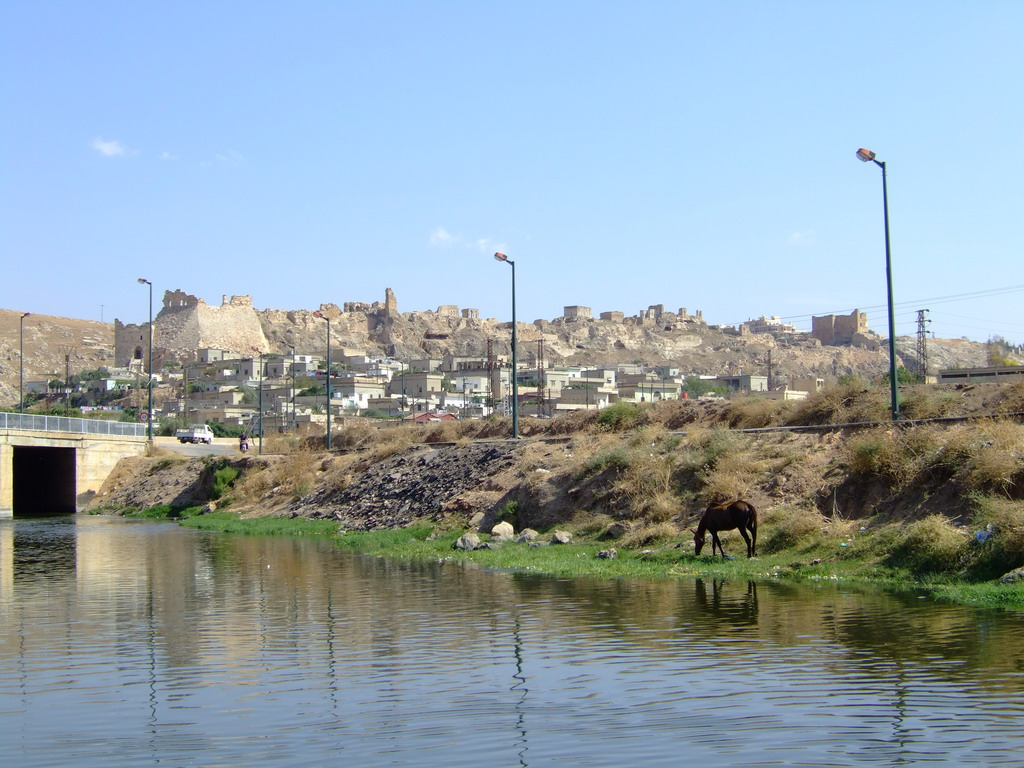
Vista da fortaleza com o rio Orontes em primeiro plano

Em 1106, os emires Murxide e Sultão derrotam o conde Guilherme-Jordão de Trípoli. O regente de Antioquia Tancredo da Galileia ataca-a em 1108 e 1110, e só depois de ser subornado é que assina um tratado de paz com os munquíditas. Em 1111, Tancredo, Balduíno I de Jerusalém e Beltrão de Trípoli assediam a fortaleza durante duas semanas, mas retiram após a intervenção de Maudade, o atabegue de Moçul, que lhes cortou o acesso a água e comida. O episódio ficou conhecido como batalha de Xaizar. Apesar do desaire, Tancredo constrói um castelo nas proximidades, Tel ibne Maxar (Tell ibn Ma'shar), a fim de manter Xaizar sob vigilância apertada.
Em 1113, depois da morte de Raduano, é atacada pelos Assassinos (Nizaritas). Xaizar participou na campanha de Ilgazi contra Antioquia em 1119. Quando Balduíno I de Jerusalém foi feito prisioneiro pelos ortóquidas nas imediações de Edessa em 1123, foi mantido em Xaizar até ser libertado no ano seguinte. Como parte do seu resgate, foi obrigado a deixar a sua filha Ioveta como refém, que foi mantida em Xaizar até que o seu resgate foi pago em 1125. Xaizar passou a ter boas relações tanto com os seus vizinhos muçulmanos como com o Reino de Jerusalém, e Balduíno foi autorizado a visitar a sua filha. Porém, em 1125, foi incorporado nos territórios do emir de Moçul, Bursuque. Quando em 1127 Zengui sucedeu a Bursuque em Moçul, Xaizar reconheceu-lhe a suserania. Tanto Bursuque como Zengui eram atabegues (governadores)
Em 1137, o imperador bizantino João II chegou à região, para impor a sua autoridade em Antioquia, e prometeu a Raimundo de Antioquia um principado constituído por Xaizar, Alepo, Homs e Hama se Antioquia fosse devolvida aos Bizantinos. A 26 de abril de 1138, o exército bizantino, conjuntamente com os Francos de Antioquia e do Condado de Edessa, monta um cerco a Xaizar, mas Raimundo e Joscelino II de Edessa desentendem-se com o imperador e entretanto em maio chega uma força comandada por Zengui para forçar o fim do cerco. O emir de Xaizar prefere submeter-se aos Bizantinos do que a Zengui, e oferece-se para reconhecer João II como seu senhor. No entanto, nem João nem Zengui chegaram a impor realmente a sua autoridade sobre Xaizar, que na prática se manteve independente.
O castelo foi destruído em 1157 por um sismo, que fez ruir a cidadela e causando a morte a quase toda a família do emir, que ali estava reunida para celebrar uma circuncisão. Os únicos sobreviventes foram a mulher do emir e o seu sobrinho Osama, que estava ausente numa missão diplomática em Damasco. Os Assassinos tomaram imediatamente o controlo da cidade arruinada, que depois foram derrotados pelos cruzados. Estes acabaram por desistir do cerco a Xaizar devido a disputas entre eles. A cidade foi depois ocupada por tropas de Alepo. O soberano zênguida Noradine (r. 1146–1174) restaurou a cidade, que voltou a ser destruída por outro sismo em 1170. Em 1174 Saladino toma posse do que resta. A cidade é novamente reconstruída, mas em 1241 é saqueada pelos Corásmios. e em 1260 é arrasada durante invasão mongol, ficando nesse ano nas mãos do sultão mameluco Baibars (r. 1260–1277). Este e o seu sucessor Anácer Maomé (reinou por três vezes entre 1293 e 1341) levaram a cabo o restauro do castelo, cuja traça atual data desse período.

## Descrições da cidade pelos cruzados

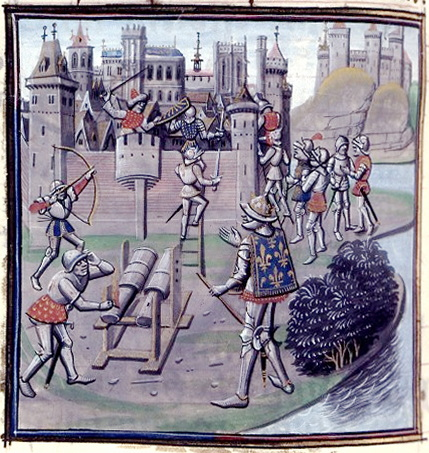
Iluminura do num exemplar do século XIV da obra de Guilherme de Tiro

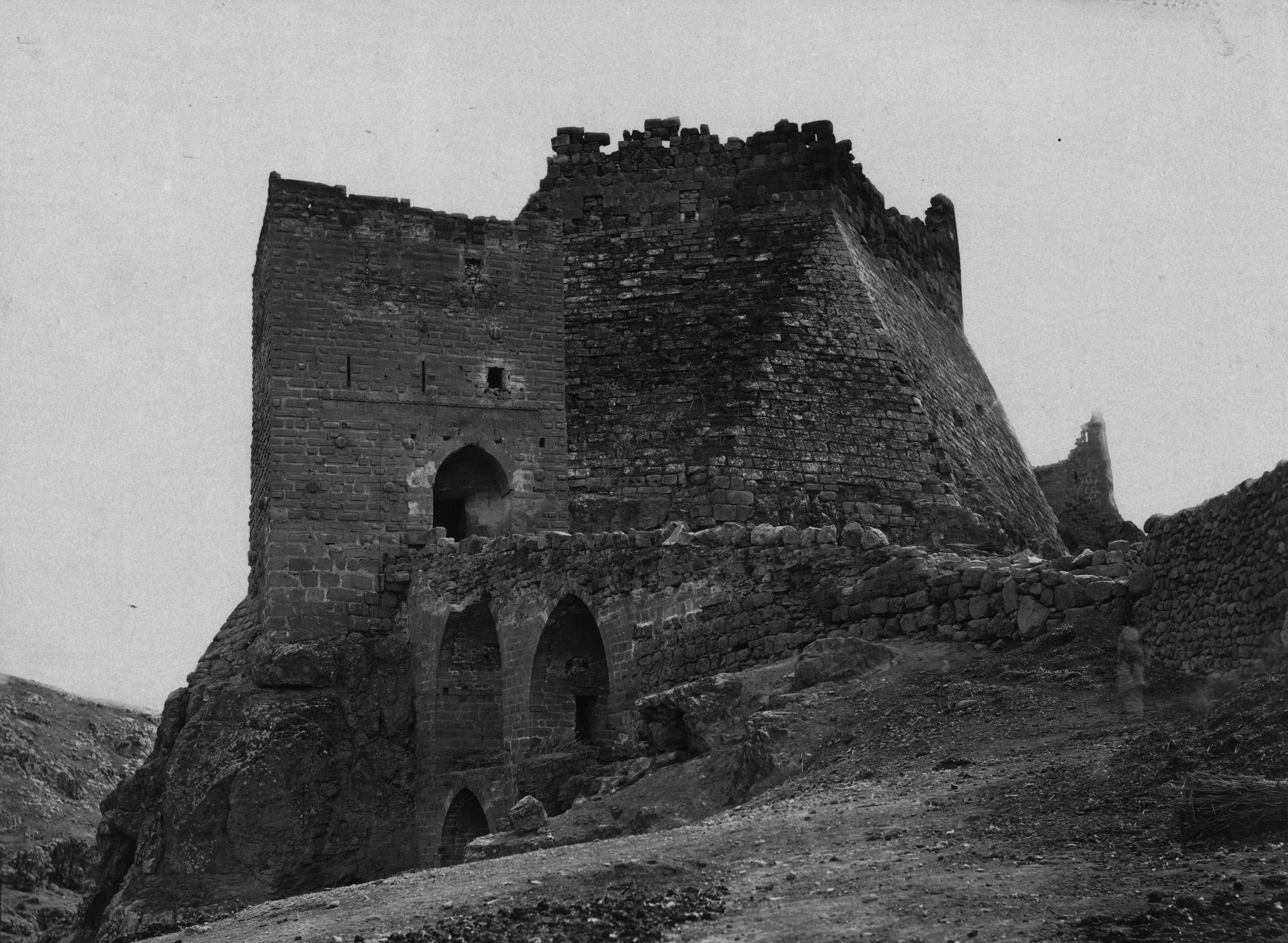
O castelo de Xaizar numa fotografia do final do século XIX

Na sua descrição do cerco dos cruzados a Xaizar em 1157, Guilherme de Tiro refere:
| “ | A cidade de Xaizar encontra-se sobre o mesmo rio Orontes que corre em Antioquia. É chamada por alguns de Cesareia, os que acreditam que é a famosa metrópole da Capadócia sobre a qual presidiu em tempos os distinto professor São Basílio; mas os que assim pensa estão gravemente errados. Pois Cesareia fica a quinze dias de jornada ou mais de Antioquia. Esta cidade está na Celessíria (Coelesyria), uma província que está separada da Capadócia por muitas províncias intermédias- Nem o seu nome é Cesareia, mas sim Cesara. É uma das cidades sufragâneas que pertencem ao Patriarcado de Antioquia. Está muito bem situada. A parte baixa estende-se ao longo da planície, enquanto que no cimo das partes mais altas está a cidadela, relativamente longa em comprimento, mas bastante estreita. É bem fortificada, pois além das suas defesas naturais, o rio protege-a num lado e a cidade no outro, pelo que é inteiramente inacessível. | ” |

Fulquério de Chartres, uma testemunha ocular do cerco de 1111, não sabia o nome clássico romano ou grego do local, mas referiu que os Turcos lhe chamavam Sisara, mas os locais lhe chamavam usualmente Chezar.

### Vida na cidade medieval
Acerca dos habitantes, Guilherme de Tiro escreve que «tinham muito poucos conhecimentos de armas; a sua atenção estava devotada quase inteiramente para o comércio.» Muitos eram cristãos, que no entender de Guilherme sofriam como escravos sob os seus governantes muçulmanos, mas os Munquíditas parecem ter sido senhores tolerantes e tanto cristãos como muçulmanos de várias seitas viviam ali pacificamente.
O príncipe local Osama escreveu um relato muito vívido da vida em Xaizar e de outros lugares do mundo muçulmano na sua obra Kitab al-I'tibar ("O Livro de Aprendizagem por Exemplo"), a qual dá uma excelente perspetiva interior da sociedade muçulmana no século XII. Os emires munquiditas são apresentados como patronos da literatura, que se deliciam caçando e praticando outros desportos, fazendo a guerra e negociando a paz com os seus vizinhos muçulmanos e cristãos.

## Emires de Xaizar
- Sultão ibne Ali ibne Mucalade ibne Munquide Alcinani (1081)

- Ize Adaulá Sadide Almulque ibne Munquide (1081-1082)

- Ize Adaulá Abu Almurafe Anácer ibne Munquide (1082-1098)

- Majedadim Abu Salama Murxide ibne Ize Adaulá ibne Munquide (1098-1137; Maquedolo nas fontes latinas, pai de Osama)

- Izadim Abul Açaquir Sultão ibne Ize Adaulá ibne Munquide (1098-1154); tio de Osama

- Taje Adaulá Naceradim Maomé ibne Abul Açaquir ibne Munquide (1154-1157)